# Empersdorf
Empersdorf – gmina w Austrii, w kraju związkowym Styria, w powiecie Leibnitz. Liczy 1317 mieszkańców (1 stycznia 2015).